# 비드노예

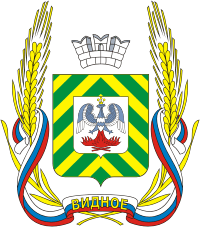
시 문장

비드노예(러시아어: Ви́дное)는 러시아 모스크바주에 위치한 도시로, 인구는 52,198명(2002년 기준)이다. 모스크바(러시아의 수도이며 모스크바 주의 주도이기도 함)에서 남쪽으로 3km 정도 떨어진 곳에 위치한다. 1902년 신설되었고 1965년 시로 승격되었다.